# Eugen Traeger

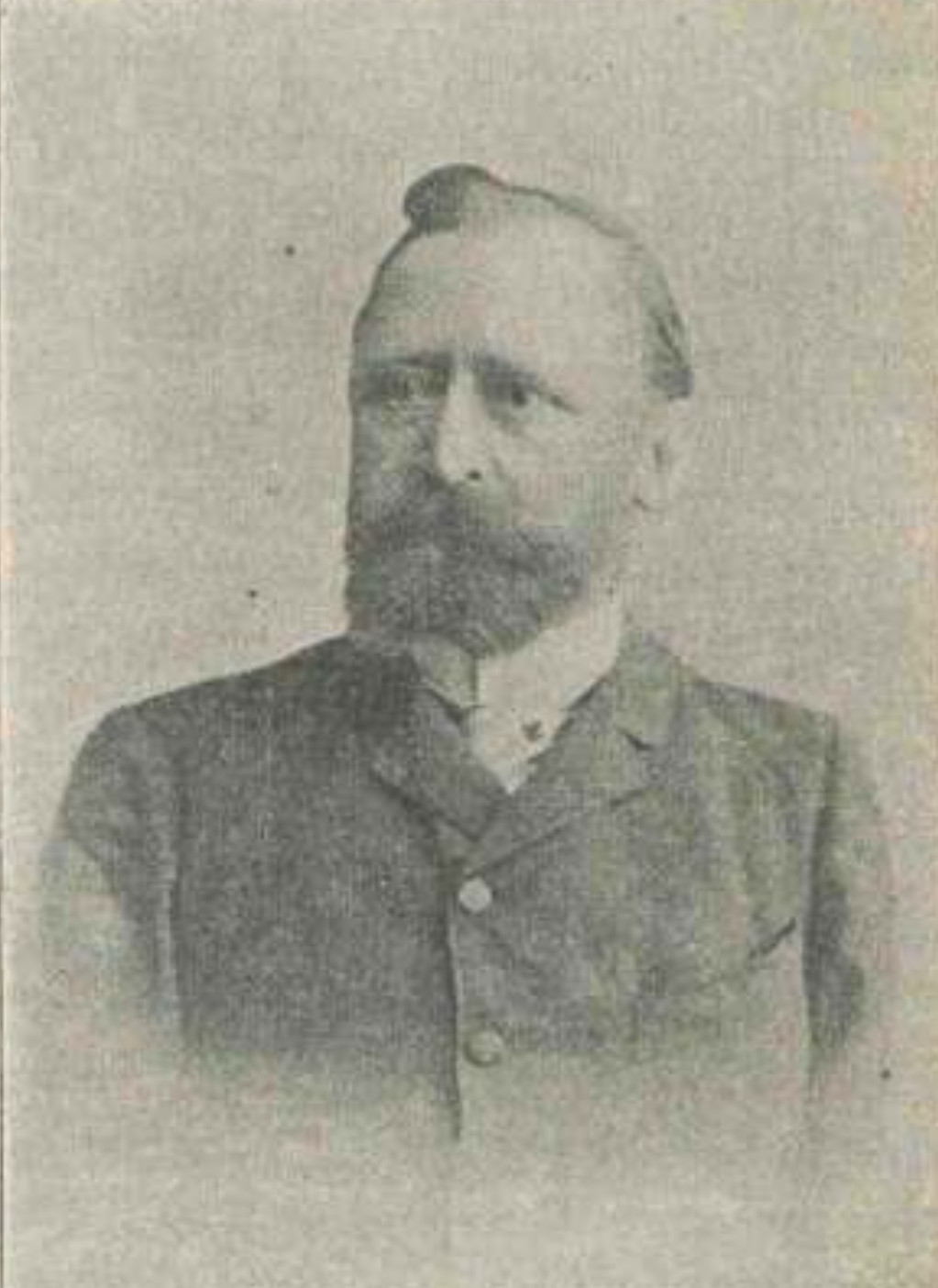
Eugen Traeger

Gustav Theodor Eugen Traeger (* 12. April 1855 auf Gut Grunau, Landkreis Fraustadt, Provinz Posen; † 12. November 1901 in Offenbach am Main) war ein deutscher Geograph und Bibliothekar. 

## Leben
Traeger war der Sohn eines Großgrundbesitzers im Landkreis Fraustadt. Nach privatem Hausunterricht besuchte er ab 1863 die Vorschule des Friedrich-Wilhelms-Gymnasium in Posen. Er besuchte ab 1869 die Gymnasien in Breslau und Wohlau, nach dem Abitur studierte er Geschichte, Geographie, Germanistik und (später) Staatswissenschaften in Breslau und Kiel. 1887 wurde er in Kiel promoviert. Traeger arbeitete anschließend im statistischen Büro in Berlin, an der Stadtbibliothek Breslau und am Königlichen statistischen Büro in Dresden. Von 1892 bis 1898 war er Assistent und später Kustos an der Bibliothek des Germanischen National-Museums in Nürnberg. 1898 hatte er die Stelle eines ersten Sekretärs der Zentralstelle für Vorbereitung von Handelsverträgen in Berlin inne. Bald darauf wurde er Hilfsarbeiter bei der Handelskammer in Potsdam, dann Sekretär bei der Großherzoglichen Handelskammer in Offenbach am Main und schließlich Bibliothekar der Handelskammer in Frankfurt am Main.
Nach einem Aufenthalt auf den nordfriesischen Inseln hatte er mit der Beschäftigung mit der Landschaft und der Sorge um deren Fortbestand sein Lebensthema gefunden. Er verfasste verschiedene Schriften und rief schon 1889 die preußische Regierung zum nachdrücklichen Vorgehen beim Uferschutz der Halligen und zur Landgewinnung auf. Er verfasste auch eigene Gedichte zum Thema Nordsee. 1896 wurden auf Traegers Drängen hin erstmals Mittel aus dem preußischen Staatshaushalt für die Erhaltung der Halligen und die Landgewinnung zur Verfügung gestellt.

## Ehrungen
- Ehrenbürger der Hallig Hooge
- Benennung der Eugen-Traeger-Schule auf der Hallig Langeneß

## Schriften (Auswahl)
- Die Volksdichtigkeit Niederschlesiens. Inaugural-Dissertation zur Erlangung der Doctorwürde der Philosophischen Fakultät zu Kiel. Geographisches Institut, Weimar 1888 (Digitalisat).
- Hrsg.: Breslauisches Tagebuch von Johann Georg Steinberger: 1740–1742. Max, Breslau 1891.
- Die Halligen der Nordsee. Engelhorn, Stuttgart 1892 (Forschungen zur deutschen Landes- und Volkskunde; 6,3) (Digitalisat).
- Im Banne der Nordsee. H. Eckardt, Kiel 1895.
- Die Halligen. In: Hippolyt Haas u. a. (Hrsg.): Schleswig-Holstein meerumschlungen in Wort und Bild. Lipsius & Tischer, Kiel 1896.
- Die Rettung der Halligen und die Zukunft der schleswig-holsteinischen Nordseewatten. Holding und Büchle, Stuttgart 1900.
- Das Erdbuch der Hallig Hooge. In: Zeitschrift der Gesellschaft für Schleswig-Holsteinische Geschichte. Bd. 31 (1901), S. 137–162 (Digitalisat).